# Fuerzas aerotransportadas

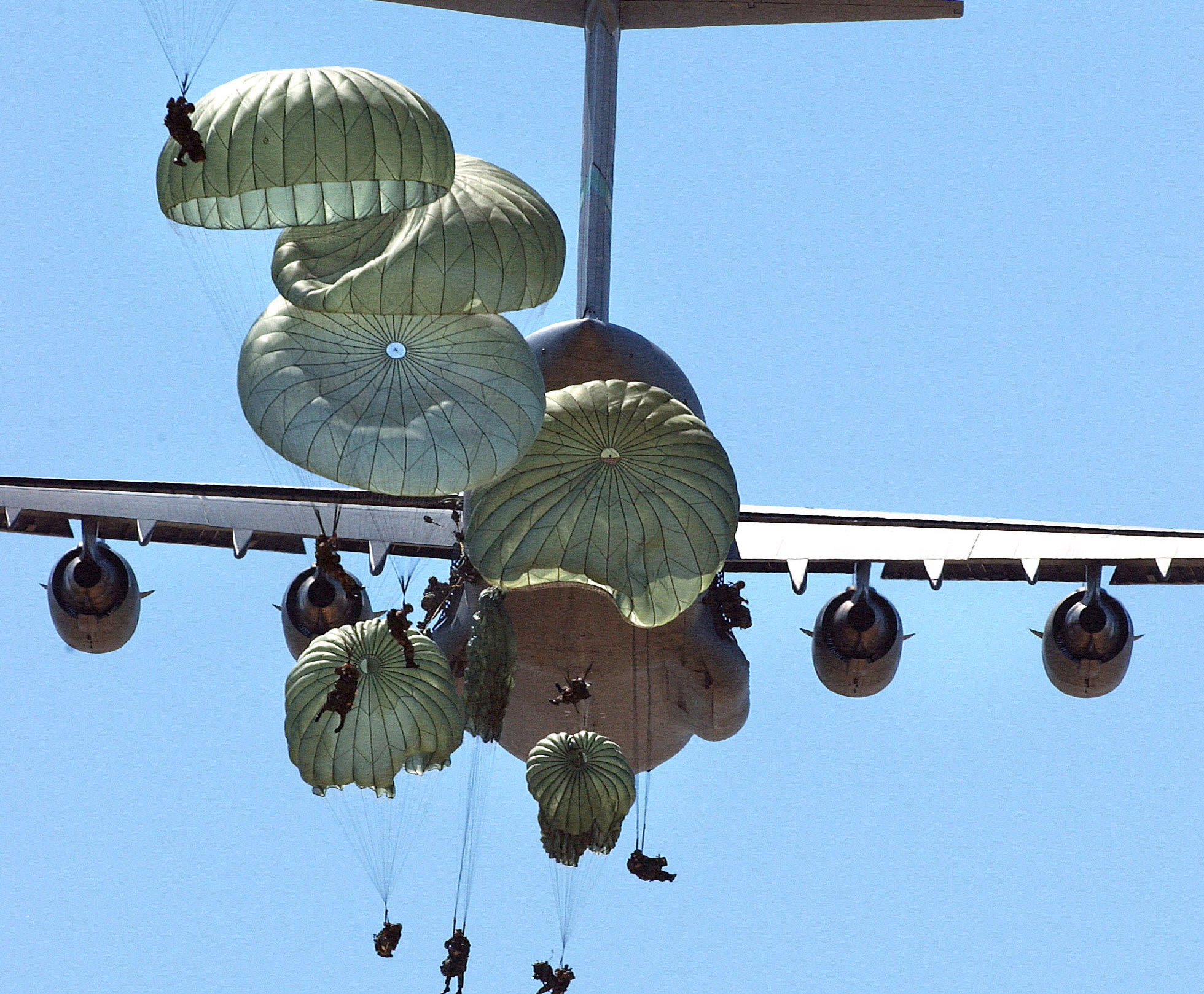
Paracaidistas de la 82.ª División Aerotransportada estadounidense saltando desde un avión C-17 Globemaster III.

Las fuerzas aerotransportadas son unidades militares de infantería o fuerzas especiales, trasladadas en aeronaves y lanzadas en combate. De este modo pueden ser colocadas detrás de las líneas enemigas, y tienen la habilidad de ser desplegadas en cualquier lugar con poca advertencia. Las formaciones están limitadas al número y tamaño de las aeronaves, así que con bastante capacidad una fuerza grande puede aparecer "desde ninguna parte" en minutos, una acción designada como envolvimiento vertical.
Sin embargo, las fuerzas aerotransportadas carecen generalmente de suministros y equipo para operaciones de combate prolongadas, y por lo tanto son más útiles para operaciones de puente aéreo que ocupaciones a largo plazo. Además, las operaciones paracaidistas son particularmente sensibles a las condiciones atmosféricas adversas.
Los avances en la tecnología del helicóptero desde la Segunda Guerra Mundial han aumentado la flexibilidad en las operaciones aerotransportadas, reemplazando por helicópteros los grandes despliegues de paracaidistas. No obstante, muchos ejércitos siguen conservando sus fuerzas paracaidistas.

## Introducción
Las fuerzas aerotransportadas pueden dividirse en tres categorías:
- Paracaidistas, que toman tierra en paracaídas desde un avión.
- Tropas aerotransportadas, que aterrizan en aeronaves, generalmente un planeador militar.
- Infantería aeromóvil o tropas de asalto aéreo, transportadas al campo de batalla en helicópteros o aviones.

La premisa básica de las fuerzas aerotransportadas es la de llegar con suficiente velocidad al punto para que no se pueda montar una defensa coherente contra ellas en un tiempo corto. Se asume que esta ventaja táctica no se puede mantener durante mucho tiempo, por lo que las misiones aerotransportadas eficaces requieren del avance rápido de las tropas de tierra para su apoyo.

## Comienzos
La idea de los soldados del cielo no es reciente; Benjamin Franklin previó que habría soldados desplegados desde el cielo, con una comprensión rudimentaria y tosca del paracaídas. El primer lanzamiento de paracaidistas data del final de la Primera Guerra Mundial, cuando la noche del 9 de agosto de 1918 el teniente Alessandro Tandura del VIII Ejército italiano fue lanzado detrás de las líneas austrohúngaras cerca de Vittorio Veneto, recogiendo información y realizando acciones de sabotaje durante tres meses; los italianos lanzaron más paracaidistas posteriormente, entre ellos a los tenientes Ferrucio Nicoloso, Arrigo Barnaba, de Carlo y el cabo de Carli. Hacia el final de la Primera Guerra Mundial, el general de Brigada Billy Mitchell sugirió lanzar parte de la 1.ª División de Infantería de los Estados Unidos detrás de las líneas alemanas cerca de Metz. Sin embargo, la guerra terminó antes de que el ataque fuera seriamente planeado.
En noviembre de 1927 Italia realizó más lanzamientos de paracaidistas. Pasados algunos años se formaron varios batallones y se crearon las dos divisiones de élite Folgore y Nembo. El primer lanzamiento de combate tuvo lugar el 30 de abril de 1941, durante la operación para tomar la isla griega de Cefalonia. En dicha misión, fueron lanzados 75 paracaidistas del 2.º Batallón del 1.º Regimiento Paracaidistas, bajo el mando del mayor Mario Zanninovich. Los soldados partieron desde el aeródromo de Galatina a bordo de tres aviones Savoia-Marchetti SM.82, y fueron lanzados en las cercanías de Argostoli. El segundo lanzamiento operacional ocurrió en abril de 1945, durante la Operación Herring, una misión de infiltración y sabotaje organizada por las fuerzas aliadas en el norte de Italia. Para esta operación, el mando aliado seleccionó a 226 paracaidistas italianos que formaban parte del XIII Cuerpo de Ejército británico. De ellos, 109 pertenecían a unidades de infantería del Regimiento Nembo (integrado en el Grupo de Combate Folgore) y 117 al Escuadrón F (Folgore).
En esa época la Unión Soviética también experimentaba con la idea, planeando lanzamientos de unidades completas con vehículos. Para entrenar una suficiente cantidad de saltadores, se crearon clubs de paracaidistas por todo el país con la intención de transferir los miembros expertos a las fuerzas armadas. El plan progresó, y en 1935 se realizó una demostración en Kiev ante diversas delegaciones extranjeras, en la que saltaron 2500 paracaidistas.
Uno de los grupos de observación, Alemania, estuvo particularmente interesado. En 1936, el Mayor Immans recibió la orden de crear una escuela de paracaidismo y recibir una cantidad de Junkers Ju 52 para el entrenamiento. Los militares habían comprado ya una gran cantidad de estos aviones que fueron modificados levemente para el uso de transporte de paracaidistas. Otras naciones, incluyendo Japón, también estaban organizando unidades aerotransportadas en ese momento.

## Segunda Guerra Mundial

### Operaciones alemanas

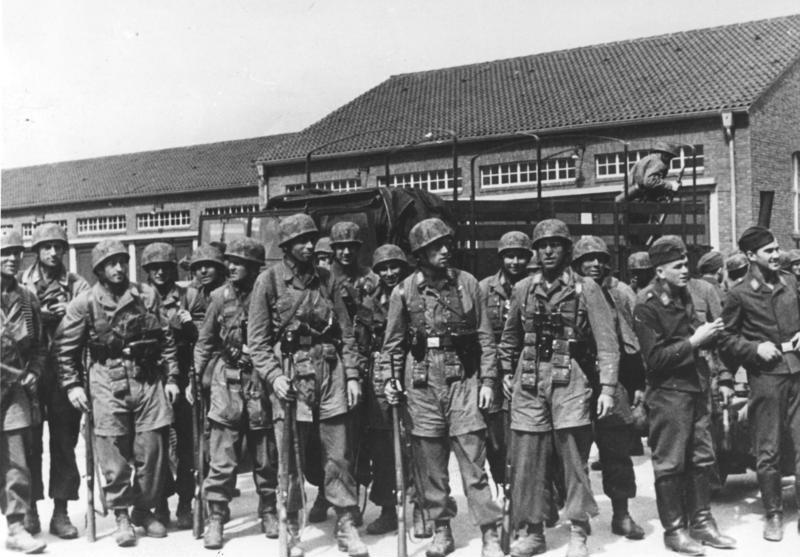
Algunos de los paracaidistas Fallschirmjäger alemanes que capturaron el fuerte Eben-Emael en mayo de 1940.

Varios grupos dentro de las fuerzas armadas intentaron crear sus propias formaciones de paracaidistas y había cierta confusión por ello. Esto cambió cuando el general Kurt Student de la Luftwaffe fue puesto al mando para este trabajo, y comenzó a crear la nueva fuerza que se conocería como Fallschirmjäger.
Durante la invasión de Noruega y Dinamarca en la Operación Weserübung, la Luftwaffe lanzó paracaidistas en varios lugares. En Dinamarca, una pequeña unidad fue lanzada en el Masnedøfort de la isla Masnedø para capturar el puente Storstrøm que une las islas de Falster y Zealand. Un grupo fue desplegado en el campo de aviación de Aalborg que era crucial para las operaciones de la Luftwaffe sobre Noruega. En Noruega una compañía de paracaidistas fueron lanzados en la pista de aterrizaje indefensa de Oslo. Durante la mañana y tarde del 9 de abril de 1940, los alemanes enviaron suficientes refuerzos para llegar a la capital a últimas horas de la tarde, pero el gobierno noruego ya había huido.
En la Batalla de Francia, miembros del Regimiento de Brandeburgo fueron lanzados por aviones de reconocimiento Fieseler Fi 156 a los puentes inmediatamente al sur de la ruta de la 10.ª División Panzer en las Ardenas. En Bélgica, un pequeño grupo de tropas alemanas en planeadores aterrizaron en lo alto de la fortaleza de Eben Emael la mañana del 10 de mayo de 1940 y capturaron la fortaleza en cuestión de horas.

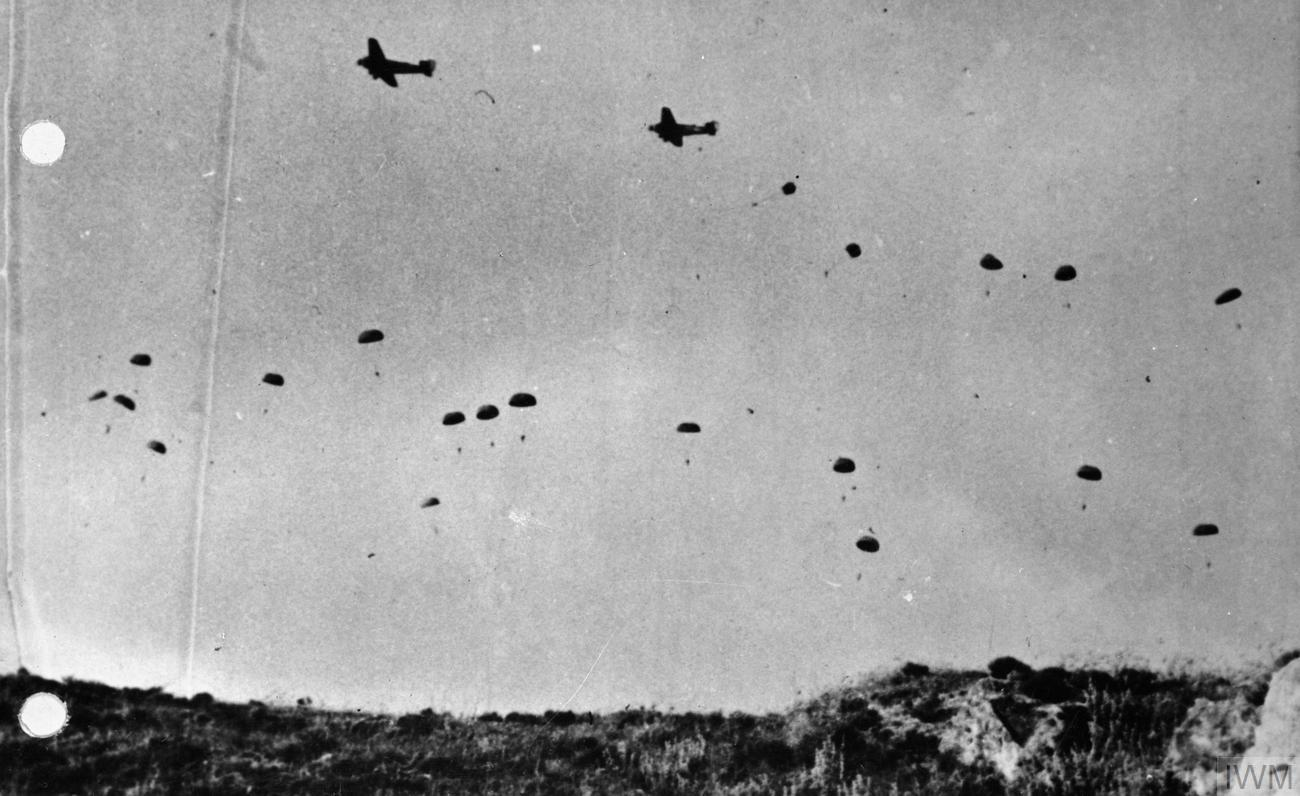
Paracaidistas alemanes sobre Creta, 1941.

Dos operaciones simultáneas se realizaron durante la invasión de los Países Bajos. Los paracaidistas alemanes aterrizaron en un aeropuerto cercano a La Haya. Sin embargo, fueron expulsados del aeródromo antes de que las tropas de refuerzo llegasen. Este fue una de las pocas ocasiones que un aeródromo capturado por paracaidistas ha sido recapturado. Al mismo tiempo, pequeños grupos de paracaidistas caían para capturar los puentes cruciales para poder alcanzar todo el país.
La mayor victoria de los Fallschirmjäger y su mayores pérdidas ocurrió durante la Batalla de Creta. Las pérdidas fueron tan grandes que Hitler prohibió su uso en tales operaciones en el futuro. Hitler pensaba que el poder de los paracaidistas era su novedad, y ya que los británicos habían encontrado la manera para defenderse de las tropas aerotransportadas, no tenía sentido volver a utilizarlas.
La excepción más notable para esto era el uso de fuerzas aerotransportadas en operaciones especiales. El 12 de septiembre de 1943, Otto Skorzeny llevó a cabo un asalto con planeadores al Hotel del Gran Sasso, la montaña más alta de los Apeninos, y rescató a Benito Mussolini. También hay que decir que participaron paracaidistas italianos.

### Operaciones aliadas
Las grandes pérdidas en la Batalla de Creta fueron ocultadas a los aliados. La batalla que acabó con las operaciones aerotransportadas de los alemanes tuvo un efecto opuesto en los Aliados. Convencidos de la eficacia de los asaltos por aire, los Aliados se apresuraron a organizar sus propias divisiones aerotransportadas.

#### Primeras incursiones

##### Operación Colossus
El primer asalto de tropas aerotransportada británica se realizó el 10 de febrero de 1941, cuando el Comando N.º 2 se introdujo en zona enemiga a través de un lanzamiento en Italia para destruir un aqueducto en una operación denominada Colossus.
En algunos círculos oficiales, los comandos recibían el nombre de tropas de servicio especial (Special Service), y para esta incursión los hombres del Comando N.º2 fueron denominados "II Special Air Service. Fue la primera vez que el término "SAS" fue utilizado. Cuando se observó que se necesitaban más de 500 paracaidistas, el Comando N.º 2 formó parte de la fundación del Regimiento de Paracaidistas.

##### Operación Biting
El 27 de febrero de 1942 un radar Würzburg fue atacado por paracaidistas británicos en la Operación Biting. Los equipos electrónicos fueron recuperados para ser examinados.

#### Mediterráneo

##### Operación Torch
El primer lanzamiento importante fue realizado durante la Operación Torch en el norte de África. El 509 Batallón de Paracaidistas de la Infantería de los Estados Unidos voló durante 2400 km, desde Gran Bretaña pasado por España hasta llegar cerca de Orán y capturar dos aeródromos. El lanzamiento fue un fiasco, los problemas de comunicación y navegación dispersaron las fuerzas desde Gibraltar hasta Túnez.

##### Operación Husky
Como parte de la Operación Husky se realizaron cuatro operaciones aerotransportadas, aterrizando durante la noche del 9 al 10 de julio; dos británicas y dos estadounidenses. Las tropas estadounidenses eran la 82.ª División Aerotransportada, que realizaba su primer salto. Los fuertes vientos durante el lanzamiento dispersaron a las tropas, con el resultado de que aproximadamente la mitad de las tropas no llegaron a sus puntos de reunión.
Los planeadores británicos solo consiguieron algo mejor: de los 144 planeadores, 12 aterrizaron en el objetivo y muchos en el mar. Sin embargo, las tropas aerotransportadas dispersadas maximizaron sus oportunidades, atacando patrullas y creando confusión.
El 13 de julio de 1943, más de 112 aviones y 16 planeadores transportando a 1.856 hombres partieron desde el norte de África. Su objetivo principal era capturar el puente Primosole, proporcionando un camino al 8.º ejército, pero el fuego antiaéreo consiguió realizar muchas bajas. Finalmente solo 295 hombres fueron desplegados cerca del puente. Aunque capturaron el puente, sería recapturado por la 4.ª Brigada de Paracaidistas alemana.

##### Italia
Las fuerzas aerotransportadas de Estados Unidos se mantuvieron en la reserva durante la invasión inicial de Italia por Salerno, en la Operación Avalanche. Posteriormente, durante los contraataques alemanes, 5000 paracaidistas de la 82.ª División y el 509.º Batallón de Infantería de Paracaidistas fueron lanzados para asegurar la playa.
En abril de 1945, en la Operación Herring, un lanzamiento de un comando tuvo como objetivo el interrumpir las comunicaciones de retarguardia alemanas y tomar puntos clave del norte de Italia.

#### Europa Occidental
Los Aliados habían aprendido mejores tácticas y logísticas de sus anteriores lanzamientos, y estas lecciones fueron aplicadas en los asaltos a lo largo del frente occidental.

##### Operación Tonga

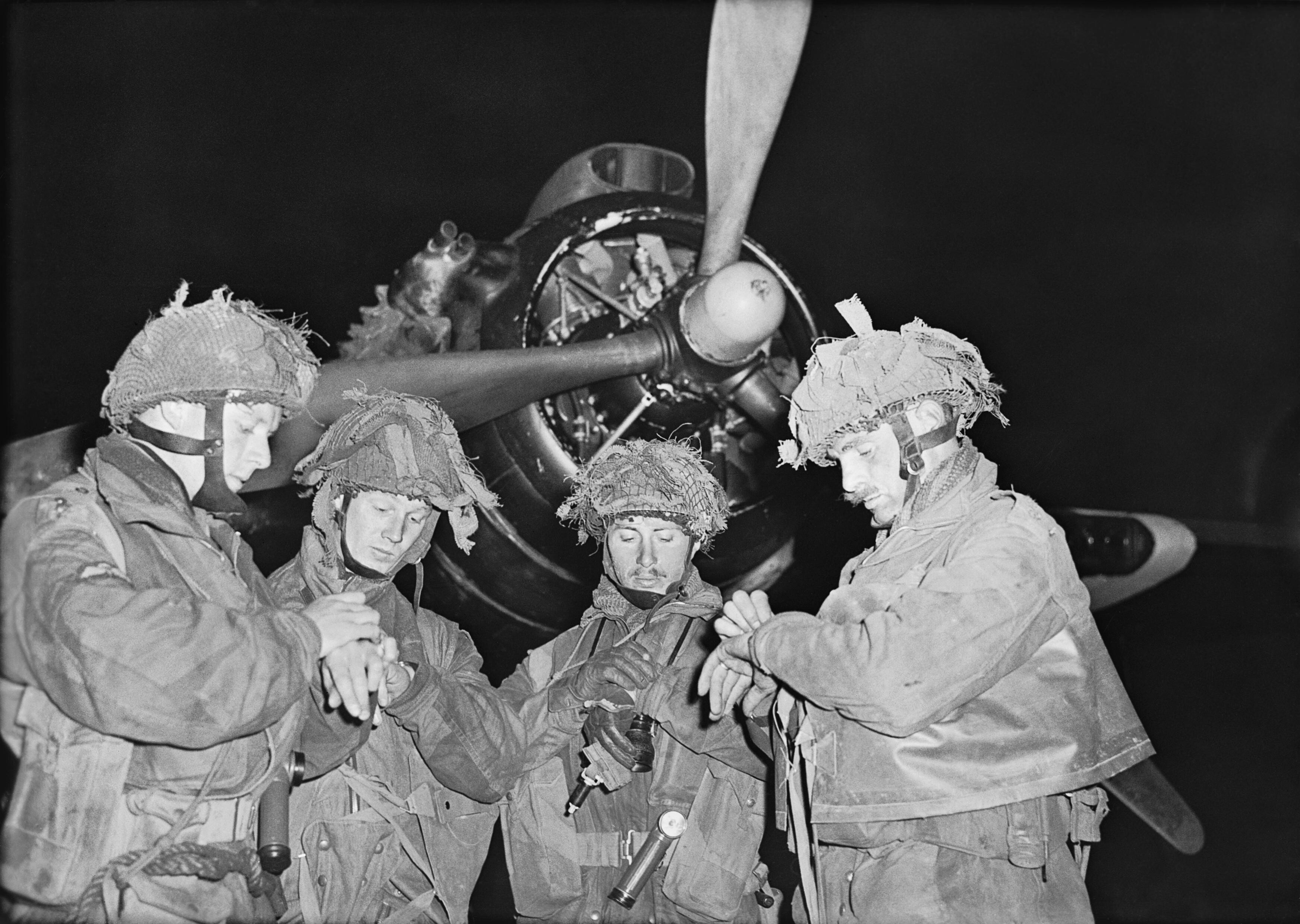
Paracaidistas de la Operación Tonga.

La operación más famosa fue la Operación Overlord en el Día D, el 6 de junio de 1944. La tarea de las fuerzas aerotransportadas era asegurar los flancos de las playas de Normandía. Los paracaidistas británicos aseguraron el flanco oriental en la Operación Tonga capturando el Puente Pegasus. Otro objetivo fue la batería de artillería de Merville. Las 101.ª y 82.ª Divisiones Aerotransportadas estadounidenses, aunque muy dispersadas por el mal tiempo y la falta de zonas marcadas, aseguraron el flanco occidental en la Operación Chicago y la Operación Detroit con muchas bajas.

##### Sur de Francia
El 15 de agosto de 1944, unidades de paracaidistas, incluyendo los 4.º, 5.º y 6.º Batallones de paracaidistas, fueron lanzados entre Fréjus y Cannes como parte de la Operación Anvil Dragoon. Su objetivo era capturar la zona, destruir las posiciones enemigas y mantenerlas hasta que llegase el 7.º ejército.
Una vez que fueron capturados sus blancos iniciales, fueron reforzados con tres mil soldados y equipo transportado por unos 300 planeadores en una operación denominada Dove.

##### Operación Market Garden
El lanzamiento más limpio de la guerra, la Operación Market Garden, implicó a 35.000 tropas lanzadas a 150 km detrás del frente alemán en un intento de capturar un puente sobre el Rin en Arnhem. Tres divisiones aerotransportadas completas fueron lanzadas en varios puntos de la autopista 69. Al final, el plan falló, después de duros contraataques alemanes. La 1.ª División británica fue destruida en Arnhem, y el puente permaneció en poder de los alemanes.

##### Operación Varsity
La Operación Varsity fue la operación aerotransportada más efectiva y grande de la historia, y marcó el principio del fin para Alemania.

#### El Pacífico
Hubo operaciones aerotransportadas contra Japón aunque son menos conocidas.

##### Nueva Guinea
En el otoño de 1943, el 503.º Regimiento de Infantería de Paracaidistas fue lanzado con éxito durante la invasión de Nueva Guinea. Fue el primer asalto aerotransportado en el teatro de operaciones del Pacífico.

##### Filipinas
Varios lanzamientos ocurrieron durante la invasión de la Filipinas, la mayoría implicando a la 11.ª División Aerotransportada.

##### Birmania
Una gran fuerza británica, conocida como Chindits, actuó detrás de las líneas japonesas durante 1944. Durante la Operación Dracula, en 1945, un batallón paracaidista británico aseguró las defensas costeras japonesas, lo que permitió la ocupación de Rangún sin mayor oposición.

### Operaciones japonesas
Los japoneses utilizaron fuerzas aerotransportadas en varias batallas. Las Fuerzas Navales Especiales de Aterrizajes tenían varias unidades de paracaidistas, y el Ejército Imperial Japonés tuvo al menos una brigada que vio acción durante la guerra, con mayor notabilidad en el asalto aéreo que ayudó a capturar Java a principios de 1942.

## Post Segunda Guerra Mundial

### Guerra de Corea
El 187.º Equipo de Combate de Regimiento Aerotransportado (RAKKASANS) realizó dos saltos en Corea durante la guerra de Corea. El primero fue el 20 de octubre de 1950 en Corea del Norte, con intención de cortar una carretera, para prevenir la escapada de líderes norcoreanos desde Pionyang y para rescatar a prisioneros de guerra.
El segundo salto se realizó el domingo de Semana Santa en 1951, en Corea del Sur. La misión se situaba detrás de fuerzas chinas con intención de bloquear su movimiento hacia el norte.

### Operación Musketeer
Durante la Guerra de Suez, la Operación Musketeer necesitaba del elemento sorpresa para ser un éxito, y los 660 hombres tuvieron que estar en el aeródromo de EL Gamil listos para combate en cinco minutos. A las 4:15 horas del 5 de noviembre de 1956, el 3.º Batallón británico saltó y aunque la oposición era numerosa, las bajas fueron escasas.
Los aterrizajes desde mar al día siguiente han sido considerado el primer asalto a gran escala desde helicópteros, con el Comando 45 de los Reales Marines tomando tierra en Puerto Saíd.

### Guerra de Ifni
Formadas a principios de los años 1950, las unidades de paracaidistas españoles lucharon en la Guerra de Ifni. El 29 de noviembre de 1957, pocos días después de empezar el conflicto, miembros de la II Bandera Paracaidista realizaron su primer salto de guerra para apoyar a la guarnición que se encontraba sitiada en Tiliuín hasta la llegada de refuerzos.
El 9 de febrero de 1958 se llevó a cabo la operación Teide-Ecouvillon, realizada conjuntamente entre España y Francia. Los paracaidistas españoles contibuyeron a la recuperación de Smara, mientras que los paracaidistas y legionarios franceses derrotaron a las fuerzas marroquíes que se encontraban en Sidahamed Larosi.
A pesar de contar con pocos medios, los paracaidistas españoles tuvieron éxito en los distintos saltos que tuvieron lugar entre febrero y abril de 1958, ya que las guerrillas marroquíes se dispersaban al advertir su presencia.

### Guerra Indo-pakistaní
Los paracaidistas fueron utilizados en la Segunda Guerra de Cachemira de 1965. Una operación secreta fue lanzada por el ejército de Pakistán con la intención de infiltrarse en bases aéreas indias y sabotearlas. Los comandos SSG (Special Services Group, grupo de servicios especiales) que contaban con unos 200 hombres fueron lanzados a territorio indio. Los informes indios, sin embargo, afirman que el número era de 800 o 900.
Como los objetivos indios estaban muy adentro del territorio enemigo, solo aproximadamente una docena regresaron con vida y la operación demostró ser inefectiva. Del resto, 136 fueron capturados, 22 muertos por encuentros con el ejército, la policía local o civiles.

### Guerra de Vietnam
El uso de tropas móviles en helicópteros por los Estados Unidos en la guerra de Vietnam fue extenso, y llegó a ser un icono en los noticieros y películas sobre el conflicto.
En febrero de 1967 se lanzó la Operación Junction City, que sería la mayor operación por la fuerza de coalición. Durante esta operación, miembros del 2.º Batallón, del 503.º y el 319.º de Artillería, y elementos de la 173.ª Brigada Aerotransportada realizaron el salto en Vietnam.

### Historia reciente

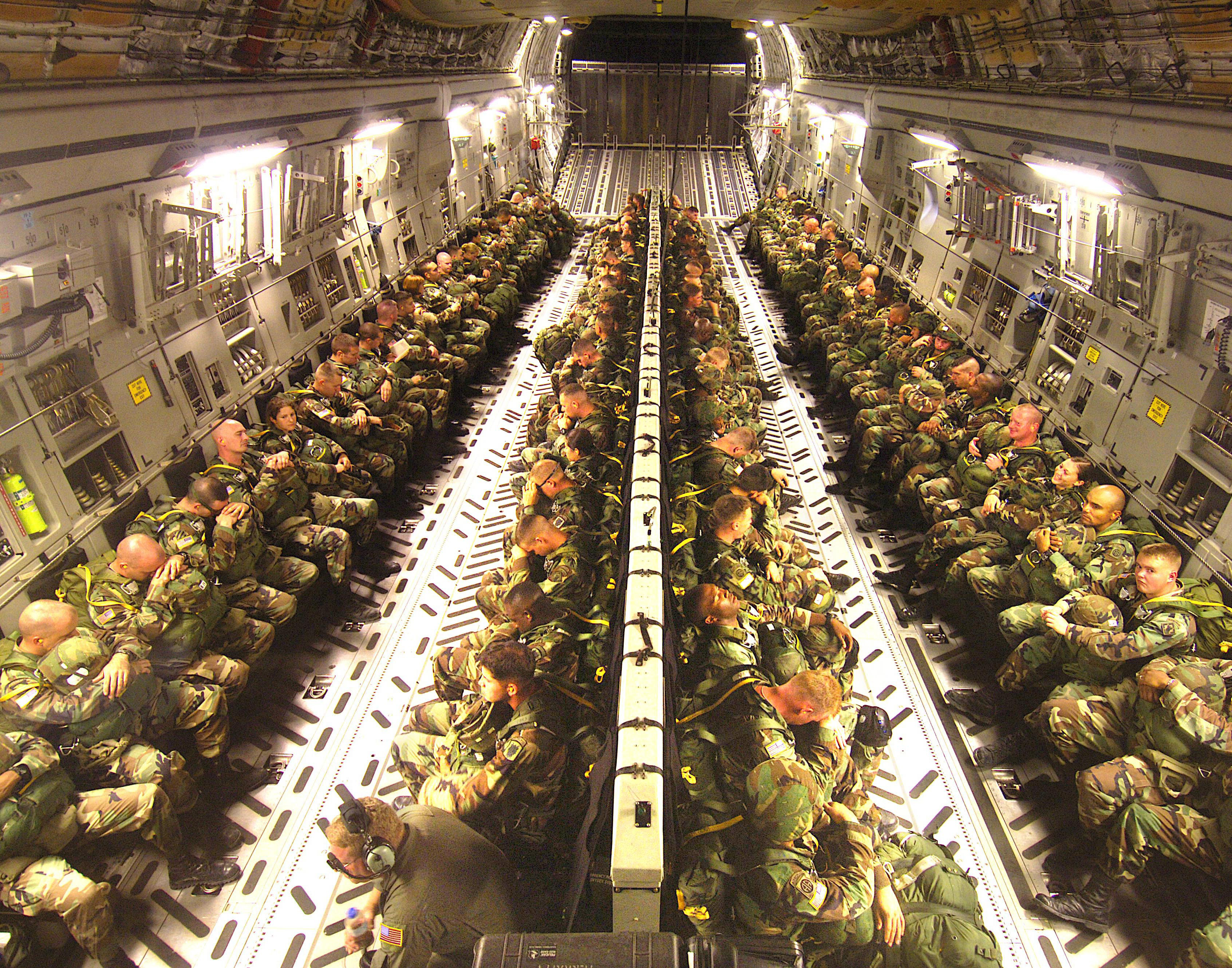
Paracaidistas del XVIII Cuerpo Aerotransportado estadounidense esperan para saltar en el interior de un C-17 Globemaster.

Desde la explotación militar del helicóptero, las fuerzas aerotransportadas han disminuido en cantidad, con los ejércitos optando en su lugar fuerzas que reaccionan con mayor rapidez y mantienen las operaciones de combate durante mayor tiempo.
- El 20 de julio de 1974, entre Nicosia y las alturas de Kyrenia, se produjeron lanzamientos de paracaidistas y desembarcos desde helicópteros en el marco de la Operación Atila
- En 1941, durante la Ocupación de Puerto Bolívar se realizó el primer asalto de fuerzas aerotransportadas en todo el continente americano.
- En 1983, durante la invasión de Granada, los Rangers de Estados Unidos realizaron un salto al aeródromo de Salinas.
- En 1989, durante la invasión de Panamá, la 82.ª División Aerotransportada realizó su primer salto de combate en 40 años. El segundo batallón del 504.º Regimiento de Infantería de Paracaidista aseguró el aeropuerto de Internacional Omar Torrijos, hoy Aeropuerto Internacional de Tocumen.
- El 19 de octubre de 2001, durante la Operación Libertad Duradera, se realizó un salto nocturno para asegurar el aeródromo de Kandahar.
- En noviembre de 2001, por segunda vez en la Operación Libertad Duradera, se hizo otro salto en una región lejana de Afganistán para establecer una base.
- En febrero de 2003, elementos del 2.º Batallón de Rangers y la 82.ª División Aerotransportada realizaron el tercer salto para la Operación Libertad Duradera.
- El 19 de marzo de 2003, se hizo un salto en el oeste de Irak como cabeza a avance de la invasión de Irak.
- Una semana después se realizó otro salto y la 173.ª Brigada Aerotransportada saltó en el norte de Irak.